# Tłumaczyk (rzeka)
Tłumaczyk (ukr. Тлумачик, inne nazwy Тлумач Tłumacz, Товмачик Towmaczyk) — rzeka na Ukrainie, przepływająca przez rejon nadwórniański i kołomyjski obwodu iwanofrankiwskiego. Lewy dopływ Prutu w dorzeczu Dunaju.

## Opis
Długość rzeki 33 km, powierzchnia dorzecza 115 km². W górze rzeki dolina rzeczna jest V-kształtna, później trapezokształtna. Średnia szerokość doliny to 1,5km. Terasa zalewowa jest asymetryczna, często zanika, o szerokości do 300 m. Koryto (średnia szerokość — 5 m) mocno rozczłonkowane, miejscami rozgałęzione. Na rzece istnieją wyspy. Spadek rzeki 6,3 m/km.

## Położenie
Tłumaczyk bierze początek między miejscowościami Majdan Górny i Krasna. Płynie na wschód i południowy wschód. Wpada się do Prutu na południowy wschód od wsi Tłumaczyk.
Największy dopływ: Towmacz (prawy).
Nad rzeką znajdują się miejscowości: Kubajówka i Tłumaczyk.

## Źródła
- Географічна енциклопедія України : у 3 т. / редколегія: О. М. Маринич (відпов. ред.) та ін. — К. : «Українська радянська енциклопедія» ім. М. П. Бажана, 1989.
- Tłumacz, [w:] Słownik geograficzny Królestwa Polskiego, t. XII: Szlurpkiszki – Warłynka, Warszawa 1892, s. 352.